# عصوية ذهبية أونكورينكسية
عصوية ذهبية أونكورينكسية (الاسم العلمي: Chryseobacterium oncorhynchi) هي نوع من البكتيريا، سلبية الغرام، تتبع جنس عصوية ذهبية.